# Западный выбор
Политическая партия «Западный Выбор» — политическая партия России, основанная в конце 2012 года оппозиционными политиками Константином Боровым и Валерией Новодворской. Формальное создание партии было завершено на съезде, прошедшем 17 марта 2013 года. Председателем партии избран Константин Боровой.
Зарегистрирована в Министерстве юстиции Российской Федерации 9 декабря 2013 года. Государственная регистрация партии аннулирована 1 августа 2014 года.

## История создания партии
Идеологами создания новой партии в ноябре 2012 года выступили председатель «Партии экономической свободы» Константин Боровой и председатель партии «Демократический союз» Валерия Новодворская. Свой проект основатели представили в эфире Радио «Свобода», пояснив, что ставят целью создание широкой электоральной партии, основывающейся на заложенном в названии принципе, включающим в себя понятия свободы, законности, рыночной экономики, демократии и гуманизма.
28 ноября 2012 года была создана Инициативная группа партии «Западный Выбор». Основной площадкой для работы инициативной группы стала страница в Facebook. , где в течение нескольких недель количество сторонников партии достигло 500 человек. В январе 2013 года группа подготовила проекты программы партии, автором которой стала Валерия Новодворская, и ее устава, основным разработчиком которого выступил юрист Вадим Даниленко.
6 января 2012 года группа приняла решение о регистрации партии в Министерстве юстиции РФ. Был создан оргкомитет партии, в состав которого вошли 16 человек. Первое официальное заседание прошло 19 января 2013 года в «Сахаровском центре». Заявление о подготовке, созыве и проведении Учредительного Съезда партии было зарегистрировано в Министерстве юстиции РФ 22 января 2013 за № 15-4559/13. В «Российской газете» было опубликовано объявление о создании партии. Оргкомитет принял решение о проведении учредительного съезда партии 17 марта 2013 года. Объявление об этом было опубликовано 6 февраля в «Российской газете».
Учредительный съезд партии состоялся 17 марта 2013 года. Председателем партии был избран К.Н. Боровой, в состав Бюро ее Центрального Координационного Совета вошли секретарь Ю.П. Зарубина и руководители отделений А.И. Мавроди (Москва), В.Г. Даниленко (Московская область), А.Э. Янковский (Новосибирск), Н.Н. Гулевская (Ставрополь) и Т.Х. Хайруллин (Санкт-Петербург). Весной лидеры партии посетили ряд городов России, где провели встречи с общественностью и прессой и представили новые партийные отделения.
9 декабря 2013 года партия «Западный выбор» была зарегистрирована Министерством Юстиции. Основные положения программы партии были официально опубликованы в «Российской Газете». Информация о партии также была включена во 2 выпуск издания «Политические партии в Российской Федерации», вышедший в 2014 году.

## Цели и задачи партии
Партия «Западный выбор» заявляла своей задачей приобщение России к общечеловеческим ценностям. Своими идейными предшественниками члены партии называли Ю. Крижанича, князя Михаила Тверского, П.Я. Чаадаева, С.Ю. Витте, В.С. Соловьёва, А.Д. Сахарова, Е.Т. Гайдара, Г.В. Старовойтову и С.Н. Юшенкова, а среди своих целей декларировали вывод российских войск с иностранных территорий, вступление России в ЕС и НАТО, упразднение институтов срочной службы в армии и прописки, запрет коммунистической символики, освобождение политзаключенных, приватизацию госсобственности и тп.

## Акции и заявления партии
Во время своего существования партия регулярно выпускала политические заявления и обращения, в том числе посвященные событиям в Украине. Среди них:
- Заявление по Закону о «запрете пропаганды гомосексуализма»[18];
- Заявление «За ваши и наши Майданы»[19];
- Заявление «Народ Украины восстал! Слава Украине! Героям слава!»[20];
- Заявление к лидерам стран ЕС и США «Остановить агрессию России против Украины»[21];
- Петиция к международным парламентским организациям, ПАСЕ и парламентам демократических государств;
- Заявление против Сирийской авантюры В. Путина и др.

12 декабря 2013 года партия «Западный выбор» провела пикет в защиту Конституции России, 2 марта 2014 года вышла с пикетом в поддержку Евромайдана перед посольством Украины, а 15 марта 2014 года приняла участие в шествии-митинге «Марш мира» в Москве.
В марте 2014 года за вывешивание флага Германии на гараже областного УФСБ был арестован руководитель калининградского областного отделения партии Олег Саввин. В апреле задержанию была подвергнута глава регионального отделения партии в Чечне Ася Гажаева.
Серию одиночных акций в Москве предприняла активистка партии Екатерина Мальдон, пикеты и мероприятия с участием членов партии проходили также в Волгограде и Тольятти. В 2015 году Е. Мальдон, Константин Голава, а также член партии, редактор регулярно предоставлявших ей информационную площадку оппозиционных изданий «Амурбург» и "Newsader" Александр Кушнарь были вынуждены эмигрировать.

## Прекращение регистрации партии
По действовавшим в тот момент законам Российской Федерации, для завершения процедуры государственной регистрации в течение 6 месяцев политическая партия должна была зарегистрировать отделения в не менее чем половине субъектов страны. В срок из 52 созданных отделений партии «Западный выбор» удалось зарегистрировать только 25, таким образом необходимый минимум достигнут не был, в связи с чем 1 августа 2014 года регистрация партии была официально аннулирована.
Месяцем ранее, 12 июля 2014 года, ушла из жизни идеолог партии «Западный выбор» Валерия Новодворская. 5 ноября скончался актер и активист партии Алексей Девотченко. 20 ноября погиб оппозиционный журналист, глава камчатского отделения партии Игорь Кравчук.
«Западный выбор» продолжил существование в качестве незарегистрированной партии, а далее — политического клуба и дискуссионной площадки. Формального решения о самороспуске партия не принимала, а её лидеры Константин Боровой и глава Ставропольского отделения Наталья Гулевская продолжили публиковать материалы и комментировать повестку дня под её именем. В 2018 году ими были представлены новые главы Московского (Дмитрий Кулиш) и Санкт-Петербургского (Марина Кен) отделений партии, организовавшие в своих городах ряд протестных акций. В 2019 году Боровой попросил убежища в США, на следующий год покинула страну и гражданская активистка Марина Кен.

## Члены партии
- Константин Боровой — российский предприниматель и политик.
- Валерия Новодворская — российский политический деятель, диссидентка.
- Алексей Девотченко — российский актёр театра и кино, заслуженный артист Российской Федерации.
- Николай Храмов — координатор российского отделения Транснациональной радикальной партии.
- Александр Шаталов — советский и российский поэт, критик, издатель, телеведущий.
- Аркадий Янковский — новосибирский либеральный политик, депутат Государственной Дума РФ 1995—1999.

## Критика
В апреле 2014 года депутат Госдумы от ЛДПР Роман Худяков направил в Министерство юстиции РФ обращение с требованием проверить законность деятельности партии «Западный выбор». В частности, депутата возмутила поддержка российской партией новых властей Украины и признанного в России экстремистским движения Правый сектор. 